# Modello di Hata
Il modello di Hata è un metodo empirico sviluppato nel 1968 come serie di curve espresse poi, nel 1980, in forma analitica, per stimare l'attenuazione del segnale radio in vari contesti, usato principalmente dai gestori di telefonia mobile. Essendo basato sui dati forniti dal modello di Okumura, spesso viene menzionato come modello di Okumura-Hata.
Esso si applica ad una varietà di bande dai 150 ai 1500 MHz.
Nel calcolo si tiene conto tra l'altro della diffrazione delle onde elettromagnetiche prodotta da ostacoli dovuti all'orografia del terreno e dalla particolare tipologia dello stesso.
La formula tiene conto dell'altezza dell'antenna della stazione fissa e del terminale mobile; inoltre ci sono valori che considerano l'attenuazione del segnale causata dalla posizione del terminale mobile, come ad esempio quando esso si trova all'interno di edifici o di automobili.
Il modello è considerato tra i più accurati, ma essendo un metodo empirico, si basa unicamente sulle misurazioni effettuate e non dà alcuna spiegazione del fenomeno rilevato

## Modello di Hata per spazi aperti
Il modello di Hata per spazi aperti è formulato come:
{\displaystyle L_{O}\;=\;L_{U}\;-\;4.78\;(\log f)^{2}\;+\;18.33\;\log f\;-\;40.94}
Dove,
- {\displaystyle L_{O}\;=\;} attenuazione del segnale (path-loss) in campo aperto espresso in decibel (dB)
- {\displaystyle L_{U}\;=\;} attenuazione del segnale nelle aree urbane espresso in decibel (dB)
- {\displaystyle f\;=\;} frequenza di trasmissione in megahertz (MHz).

## Modello di Hata per aree urbane
Il modello di Hata per le aree urbane è formulato come:
{\displaystyle L_{U}\;=\;69.55\;+\;26.16\;\log f\;-\;13.82\;\log h_{B}\;-\;C_{H}\;+\;[44.9\;-\;6.55\;\log h_{B}]\;\log d}
per le piccole o medie città:
{\displaystyle C_{H}\;=\;0.8\;+\;(\;1.1\;\log f\;-\;0.7\;)\;h_{M}\;-\;1.56\;\log f}
per le grandi città:
{\displaystyle C_{H}\;={\begin{cases}\;8.29\;(\;\log({1.54h_{M}}))^{2}\;-\;1.1\;{\mbox{  , if }}150\leq f\leq 200\\\;3.2\;(\log({11.75h_{M}}))^{2}\;-\;4.97\;{\mbox{ , if }}200<f\leq 1500\end{cases}}}
Dove,
- LU = attenuazione del segnale nelle aree urbane espresso in decibel (dB)
- f = frequenza di trasmissione in megahertz (MHz).
- hB = altezza in metri dell'antenna della stazione base.
- hM = altezza in metri dell'antenna della base mobile.
- CH = fattore di correzione dell'altezza dell'antenna.
- d = distanza in chilometri fra base e stazione mobile.

## Modello di Hata per spazi suburbani
La formulazione del modello di Hata per aree suburbane è:
{\displaystyle L_{SU}\;=\;L_{U}\;-\;2{\big (}\log {\frac {f}{28}}{\big )}^{2}\;-\;5.4}
Dove,
- LSu = attenuazione del segnale (path-loss) nelle aree suburbane aperto espresso in decibel (dB)
- LU = attenuazione del segnale nelle aree urbane espresso in decibel (dB)
- f = frequenza di trasmissione in megahertz (MHz).